# 共和駅

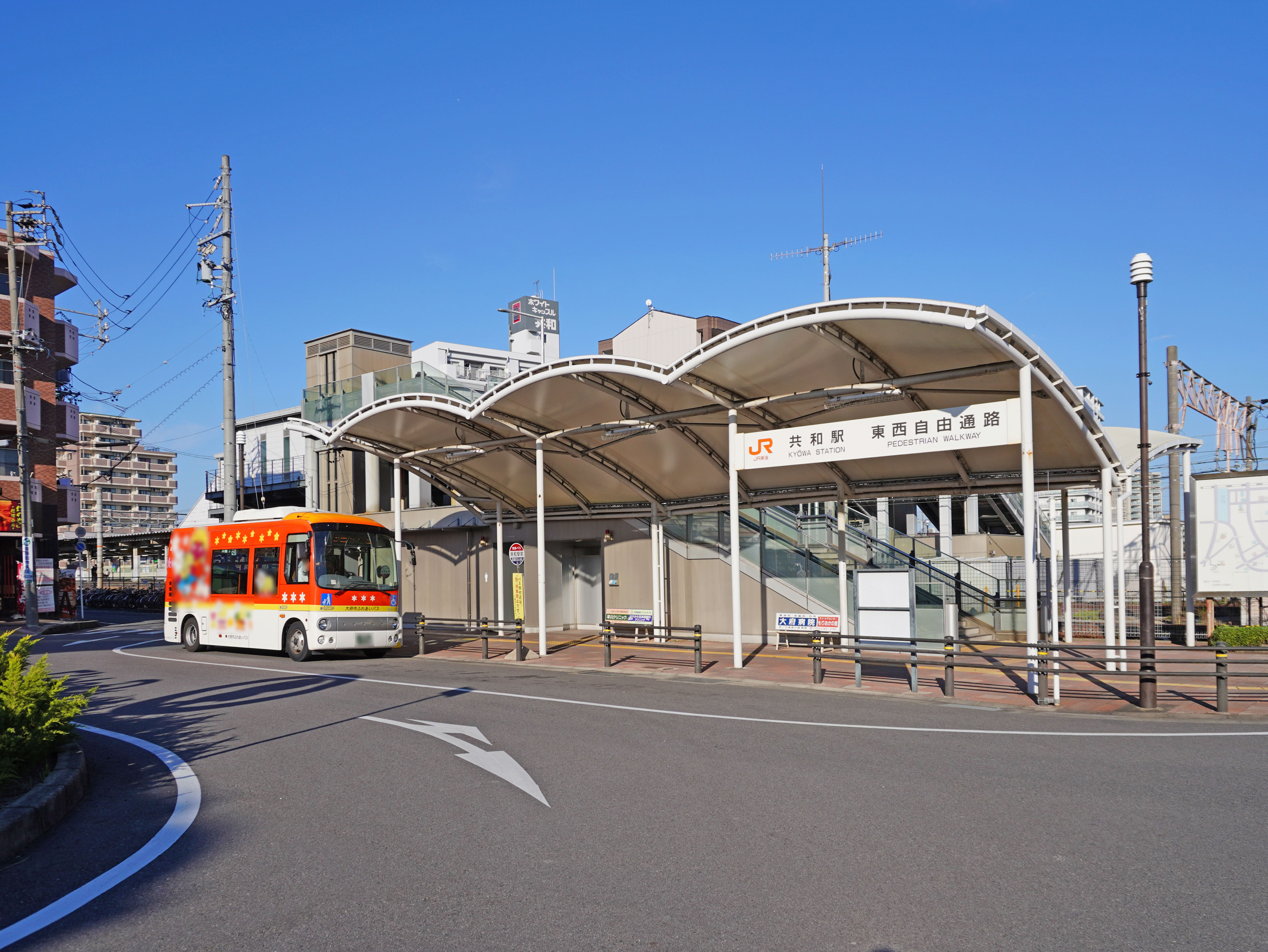
西口（2022年11月）

共和駅（きょうわえき）は、愛知県大府市共栄町にある、東海旅客鉄道（JR東海）東海道本線の駅である。駅番号はCA61。
運行形態の詳細は「東海道線 (名古屋地区)」を参照。

## 歴史
- 1933年（昭和8年）12月7日：国鉄東海道本線の大府駅 - 大高駅に武豊線に直通するガソリンカーのみを停車させる簡易停車場として新設開業[3]。旅客営業のみ[3]。
  - 当初は、東海道本線 岡崎 - 岐阜間や武豊線の各駅、浜松駅や四日市駅などの主要駅を発着する旅客のみ乗降可能という旅客制限があった。
- 1940年（昭和15年）11月1日：戦争による燃料節約のため営業休止[3]。
- 1945年（昭和20年）7月11日：営業再開[3]。ただし、定期乗車券所持客のみ乗降可能であった[3]。
- 1951年（昭和26年）9月1日：旅客制限撤廃[3]。荷物扱いの取り扱いを開始[3]。
- 1971年（昭和46年）11月21日：荷物の取り扱いを廃止[3]。
- 1972年（昭和47年）：橋上本屋竣工
- 1987年（昭和62年）4月1日：国鉄分割民営化により、東海旅客鉄道（JR東海）の駅となる[3]。
- 1992年（平成4年）5月30日：自動改札機を設置[4]。
- 1999年（平成11年）12月4日：武豊線に直通する区間快速の停車本数が増加。
- 2006年（平成18年）11月25日：ICカード「TOICA」の利用が可能となる。
- 2007年（平成19年）10月11日：TOICA専用の自動改札機導入。
- 2010年（平成22年）3月：エレベーター・エスカレーターの使用を開始[5]。東口改装。
- 2011年（平成23年）3月：バリアフリー化工事がすべて完了[6]。

## 駅構造
単式ホーム1面1線と島式ホーム1面2線、計2面3線のホームを有する地上駅で、橋上駅舎を備える。エスカレーターとエレベーター・身障者用トイレを設置する駅バリアフリー工事が行われ、2010年3月にホームのエスカレーター・エレベーターの使用が開始、2011年3月末に駅バリアフリー工事が完了した。
JR東海交通事業の職員が業務を担当する業務委託駅で、大府駅が当駅を管理している。JR全線きっぷうりばの営業時間は5:30～22:00であるが、昼間の一部時間帯は売り場が閉まる時間帯がある。

### のりば
| 番線 | 路線          | 方向 | 行先       | 備考       |
| ---- | ------------- | ---- | ---------- | ---------- |
| 1    | CA 東海道本線 | 上り | 豊橋方面   | 本線       |
| 2    | CA 東海道本線 | 上り | 豊橋方面   | 一部の列車 |
| 2    | CA 東海道本線 | 下り | 名古屋方面 | 一部の列車 |
| 3    | CA 東海道本線 | 下り | 名古屋方面 | 本線       |

（出典：JR東海:駅構内図）

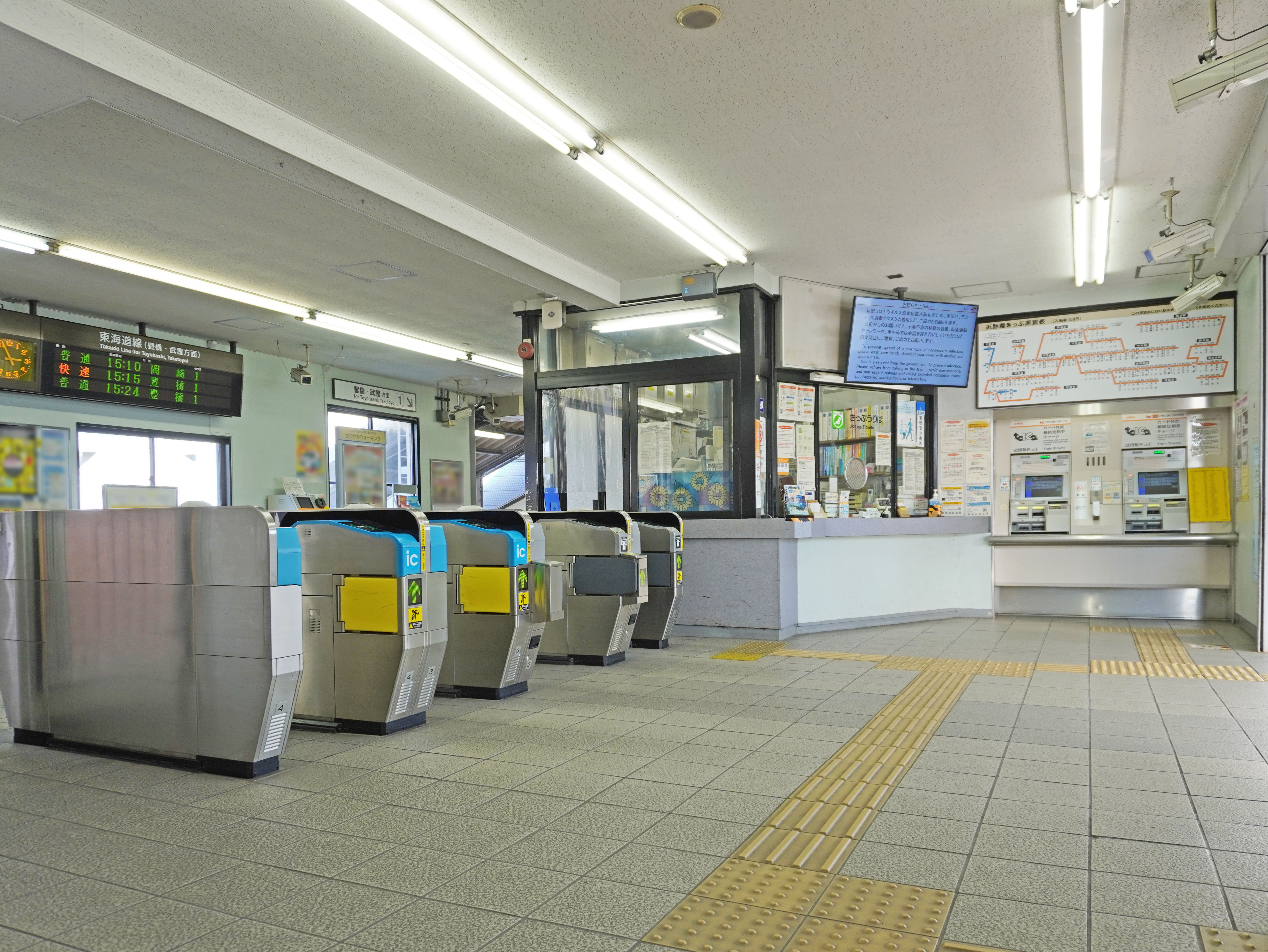
改札口（2022年11月）
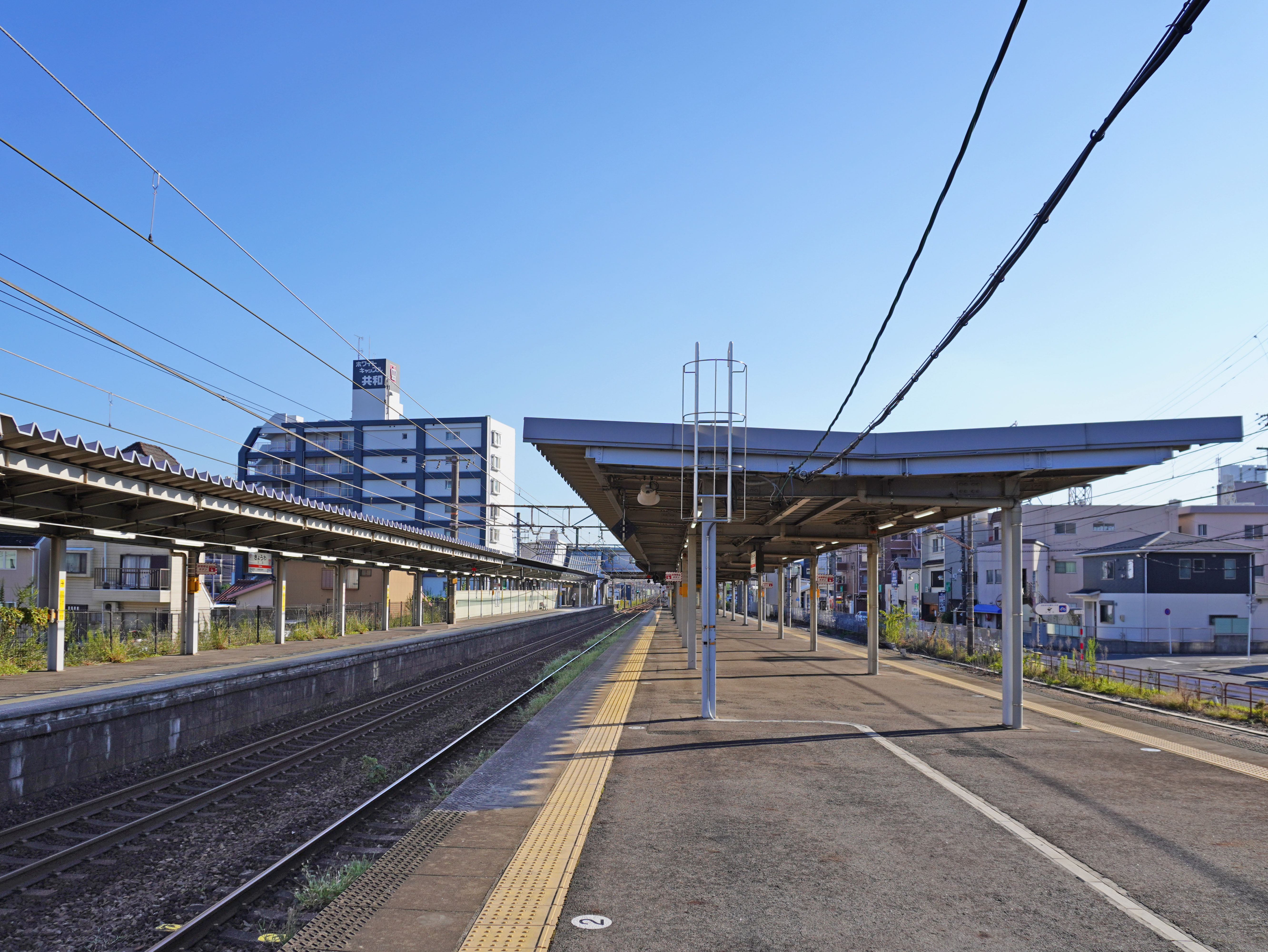
ホーム（2022年11月）
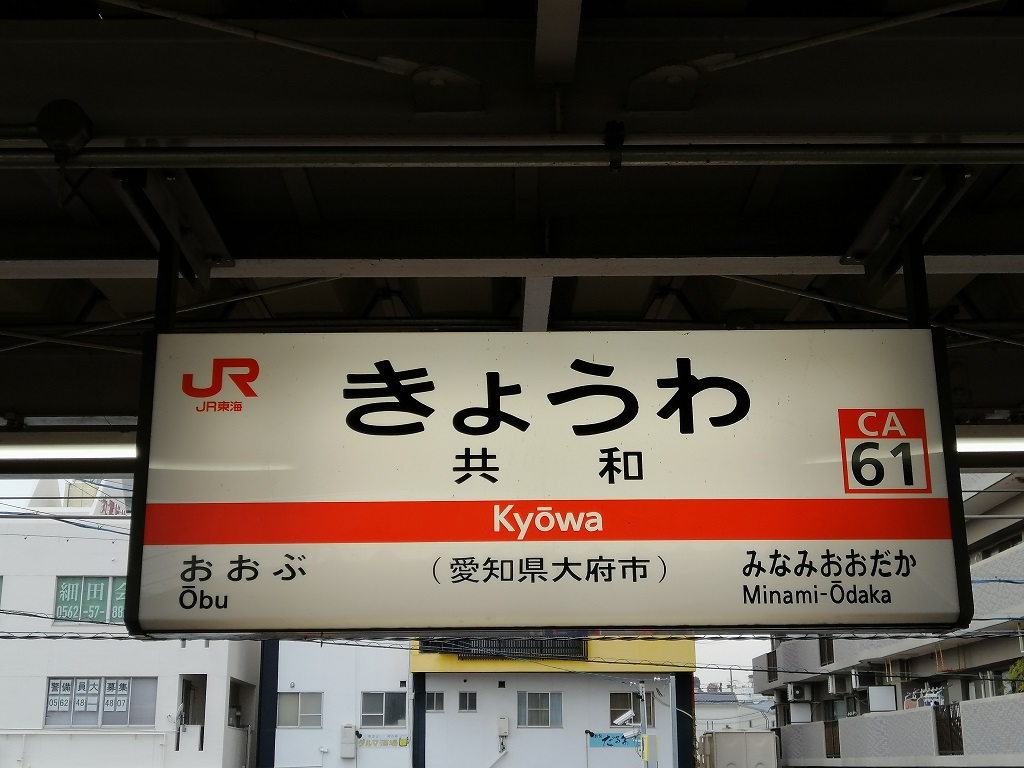
駅名標（2021年12月）

## 利用状況
- 『移動等円滑化取組計画書』によると2023年度当時の1日平均乗降人員は18,068人であり、この値は新幹線を除くJR東海全駅（395駅）中26位、 東海道本線（86駅）中18位であった[2]。

「知多半島の統計」によると、1日の平均乗車人員は以下の通りである。
| 年度   | 一日平均 乗車人員 | 出典  |
| ------ | ----------------- | ----- |
| 2004年 | 7,352             |       |
| 2005年 | 7,631             |       |
| 2006年 | 7,973             |       |
| 2007年 | 8,268             |       |
| 2008年 | 8,365             |       |
| 2009年 | 7,934             |       |
| 2010年 | 7,973             |       |
| 2011年 | 8,108             |       |
| 2012年 | 8,184             |       |
| 2013年 | 8,318             | [ 8 ] |
| 2014年 | 8,459             | [ 8 ] |
| 2015年 | 8,773             | [ 8 ] |
| 2016年 | 9,068             | [ 8 ] |
| 2017年 | 9,415             | [ 8 ] |
| 2018年 | 9,666             | [ 8 ] |
| 2019年 | 9,798             | [ 8 ] |
| 2020年 | 7,840             | [ 8 ] |

## 駅周辺

### 東口
- 共和ステーションホテル
- 大府市立大府北中学校
- 共和郵便局
- マックスバリュ大府店
- 業務スーパー大府店
- 碧海信用金庫大府支店
- 名古屋銀行大府支店
- あいち銀行大府中央支店
- JAあいち知多東栄支店
- 共和IC（国道23号 名四国道）
- 名古屋南IC（伊勢湾岸自動車道・四日市JCT方面）
  - 共和ICより接続

### 西口
- 大府市立共長小学校
- 愛三文化会館
- 豊田自動織機共和工場（西口の北方に連絡歩道あり）
- 愛三工業本社工場
- フィールEQVo!共和店
- 知多信用金庫共和駅前支店
- 西尾信用金庫大府共和支店
- JAあいち知多共和支店

## バス路線
共和駅前（西口）
- 知多バス
  - 上野台線：太田川駅前

共和駅西（西口）
- ふれあいバス（コミュニティバス）
  - 西コース：共和駅西
  - 中央コース：大府駅東

共和駅東（東口）
- ふれあいバス（コミュニティバス）
  - 北コース：共和駅東

## 2007年12月7日の事故
2007年12月7日に認知症の男性（当時91歳）が線路内に立ち入り列車と接触して死亡する事故が起きた。この事故について、JR東海は死亡した男性の遺族（男性の妻と息子）に対して振替輸送の費用等の損害賠償として約720万円を請求する訴訟を2010年2月に提起した。この訴訟について、一審の名古屋地方裁判所はJR東海の請求を全面的に認める判決を行った。二審の名古屋高等裁判所は、息子は介護に日頃関与していたわけではないとして対象から外し、妻についてJR東海が男性の線路への進入路と見られるフェンス扉の施錠を十分にしていなかったことなどを挙げて請求額の半額の約360万円の請求を認める判決を行った。2016年3月1日に、最高裁判所は妻についても民法第714条1項にいう法定の監督義務者にあたらないとしてJR東海の請求を棄却する判決を出した。この訴訟の被告であった息子が2018年に体験談を出版している。

## 隣の駅
東海旅客鉄道（JR東海）
CA 東海道本線
■特別快速・■新快速
通過
■快速・■区間快速
大府駅 (CA60) - 共和駅 (CA61) - 金山駅 (CA66)
■普通
大府駅 (CA60) - 共和駅 (CA61) - 南大高駅 (CA62)